# Joe le petit boum-boum
Joe petit boum-boum é uma longa metragem de animação francesa de Jean Image, saída em 1973.

## Sinopse
Petit Boum-Boum é convidado pela rainha Fleur de Miel 145 (Flor de Mel 145) a visitar o seu reino.